# Hypogastrura sonapani
Hypogastrura sonapani är en urinsektsart som beskrevs av Usha Baijal 1958. Hypogastrura sonapani ingår i släktet Hypogastrura och familjen Hypogastruridae. Inga underarter finns listade i Catalogue of Life.